# Cargolet de clatell rogenc
El cargolet de clatell rogenc (Campylorhynchus rufinucha) és un ocell de la família dels troglodítids (Troglodytidae).

## Hàbitat i distribució
Habita boscos i zones arbustives de les terres baixes de l'estat del centre de l'estat de Veracruz, a Mèxic.